# Primulales
Primulales es un orden de plantas de la clase Magnoliopsida, subclase Dilleniidae (relacionado con Ericales).  

## Características
Un verticilo de estambres, y el otro transformado bien en estaminodios, bien en una escama soldada a la corola; gineceo de carpelos abiertos. 
Una única familia en Europa.